# Mathew Knowles
Mathew Knowles (sinh ngày 9 tháng 1 năm 1952) là một nhà sản xuất âm nhạc và quản lý nghệ sĩ người Mỹ đến từ Gadsden, Alabama. Ông được biết đến là cha và là cựu quản lý của nghệ sĩ nhạc R&B Beyoncé và Solange Knowles.

## Sự nghiệp

### Quản lý và nhà sản xuất
Knowles là một học sinh của trường Fisk University tại Nashville, Tennessee và là một thành viên của hội sinh viên mang tên Omega Psi Phi Fraternity, Eta Beta Chapter tại UT Chattanooga. Sau khi học xong, ông làm việc cho công ty Xerox. Ông đã nghỉ việc tại Xerox để có thể quản lý cho nhóm Girl's Tyme, sau đó đổi tên thành Destiny's Child. Knowles sau đó tiếp tục làm nhà sản xuất và quản lý nhiều nhóm nhạc cùng nhiều dự án khác. Ngoài ra, ông còn là giám đốc sản xuất của bộ phim kinh dị Obsessed, gồm có con gái của ông Beyoncé là diễn viên chính.

### CEO
Vào năm 2003, Knowles thành lập hãng thu âm riêng của ông, Music World Entertainment. Hãng này được hoạt động dưới sự quản lý của Columbia Records. Hãng MWE quản lý nhiều nghệ sĩ như Beyoncé Knowles, Michelle Williams, Kelly Rowland, Solange Knowles, From Above, Sunshine Anderson, Trin-i-tee 5:7, The Pastor Rudy Experience, và J. Xavier.
Knowles đồng thời cũng quản lý Music World Music, một hãng nhỏ từ Music World Entertainment. Hãng này còn sở hữu bốn hãng con là: World Kids, Compadre Records, Spirit Rising, và Hits Revealed.

## Đời sống riêng tư
Knowles đã cưới nhà tạo mẫu và người sở hữu hãng thời trang House of Dereon, Tina Knowles từ năm 1980. Hai người đã có hai đứa con là Beyoncé và Solange Knowles.
Vào ngày 11 tháng 11 năm 2009, Tina Knowles đã ký đơn ly dị vì ông đã ngoại tình với diễn viên Alexsandra Wright. Phòng viên cho viết rằng Wright đang mang thai đứa con của Knowles. Sau khi con trai của cô sinh ra, Nixon, cô đã đưa Knowles đến xét nghiệm máu, người đã quan hệ với cô. Kết quả là dương tính và ông phải trả tiền hỗ trợ nuôi con cho Nixon và Wright.